# Erika
Erika je žensko osebno ime.

## Izvor imena
Ime Erika se navadno razlaga kot ženska različica moškega osebnega imena Erik. Po drugi razlagi pa se ime povezuje z rastlino érika »resa«, latinsko erica.

## Različice imena
- ženske različice imena: Erica, Ika, Rika

## Pogostost imena
Po podatkih Statističnega urada Republike Slovenije je bilo na dan 31. decembra 2007 v Sloveniji število ženskih oseb z imenom Erika: 2.898. Med vsemi ženskimi imeni pa je ime Erika po pogostosti uporabe uvrščeno na 92. mesto.

## Osebni praznik
V koledarju je ime  Erika uvrščeno k imenu Erik; god lahko praznuje 18. maja ali pa 10. avgusta.